# 土耳其人民共产党
土耳其人民共产党（土耳其语：Halkın Türkiye Komünist Partisi，缩写为HTKP）是土耳其的一个已不存在的共产主义政党。2014年7月13日，土耳其共产党分裂为共产党和土耳其人民共产党。2017年1月22日，上述两党决定结束分裂，重新共同以土耳其共产党的名义活动。但是，同年11月7日，土耳其人民共产党的前成员联合其他左翼力量建立土耳其工人党。
该党的意识形态是共产主义、马克思列宁主义。该党的政治立场是极左翼。该党的主席是埃尔坎·巴什。该党的总部位于伊斯坦布尔。该党是联合六月运动的成员。